# Contro (la) natura
Contro (la) natura (sottotitolo: "Perché la natura non è buona, né giusta né bella") è un pamphlet scritto dall'ex Presidente di Legambiente ed ex Presidente dell'Enel, Chicco Testa, con la collaborazione di Patrizia Feletig. Il testo, edito da Marsilio nella collana "I Grilli" e giunto alla IIa edizione, si prefigge lo scopo di contestare alcune icone dell'ambientalismo che, grazie all'attenzione dedicata loro dai media, sarebbero diventate luoghi comuni. Esso consiste in 127 pagine e si articola in una breve introduzione ("Breve riassunto per i lettori pigri") e in una sessantina di brevi paragrafi non numerati ma contraddistinti da un titolo un po' spiritoso e un po' provocatorio.

## La natura
«La natura è un'imponente macchina che produce vita e morte. Tutto: dal piccolissimo al grandissimo. Dai batteri alle galassie.» Così esordisce l'autore nell'incipit dell'Introduzione.
Egli dedica i primi 19 paragrafi al concetto di natura, contestando il comune assunto, che tutto ciò che appartiene o proviene dalla natura è buono, bello, giusto e accettabile (e, al contrario, tutto ciò che non proviene dalla natura ma è qualcosa manipolato dall'uomo è cattivo, sbagliato e da respingere) (pag. 15).
Egli distingue tre tipi di natura:
- la natura che noi percepiamo
- l'insieme del mondo fisico e biologico
- l'insieme delle leggi universali, fisiche, chimiche e biologiche, che regolano il funzionamento degli esseri viventi

dei quali tratteggia le caratteristiche. La tesi da lui sviluppata è che alla natura non si possono attribuire i significati di giusto, buono e bello, che sono giudizi e proiezioni umane, i quali da sempre sono sottoposti a cambiamenti e aggiornamenti (pag. 9) e che «Quando a essa si ricorre invece per giustificare comportamenti, giudizi e valori, si producono errori e talvolta tragedie». (pag. 9)
Così viene a lungo esaminato il concetto di natura che, secondo l'autore, non è solo splendidi tramonti sul mare o vedute mozzafiato dall'alto di un picco nevoso, ma anche immense tragedie, quali l'eruzione improvvisa di vulcani, che provoca danni e vittime ingenti come nel 79, quando il Vesuvio distrusse le fiorenti città romane di Ercolano e Pompei, o la manifestazione di violenti terremoti o maremoti, come quello del 2011 nel Pacifico, che causò oltre 15.000 morti. Inoltre, nel mondo vivente, non esistono solo magnifici leoni e tigri (da osservare ben riparati all'interno di un potente fuoristrada, pag. 34) ma anche virus e batteri, responsabili di epidemie e malattie che hanno regolarmente, in passato, decimato l'umanità (pagg. 26 e 27).
Anche la bellezza di certi spettacoli naturali è un fatto soggettivo. L'autore porta ad esempio il caso dell'ospite di un albergo costruito su una roccia a picco sul mare. La vista del mare in burrasca, con alti cavalloni e la schiuma che emerge dal frangersi delle onde sulle rocce della riva è uno spettacolo affascinante per chi di là osserva il fenomeno, al riparo da qualsiasi "attacco" dei marosi, ma non così la pensano i poveri pescatori che nello stesso momento si trovano sul loro peschereccio in balìa delle onde, a rischio continuo di naufragio e sicura morte, i quali maledicono la sorte che li ha costretti, per guadagnarsi da vivere, a sottoporsi a questo rischio, a causa del quale sono scomparsi già molti colleghi. (pag. 32) «Allora si può amare la natura?» si chiede l'autore, che si dà anche la risposta: «Quel che è certo è che lei non ama noi. Semplicemente se ne frega. Fa il suo lavoro, è una macchina che produce vita e morte e in cui la fa da padrone l'istinto di sopravvivenza.» (pag. 21) Riguardo all'ambiguità del significato di parole come "natura" e "naturale", l'autore cita il filosofo Norberto Bobbio: «…[la natura] è uno dei termini più ambigui in cui sia dato imbattersi nella storia della filosofia» (pag. 76).

## Città o campagna
Un altro dei miti che l'autore contesta è l'idealizzazione della vita in campagna, ove, secondo la vulgata ambientalista, l'aria sarebbe sempre buona, rispetto a quella nelle città, ove l'aria è sempre inquinata. La bontà della vita in campagna, egli sostiene, è tangibile per chi si è comprato un vecchio casale abbandonato, lo ha ristrutturato e lo ha dotato di tutti i comfort moderni: acqua corrente, servizi igienici, telefono, corrente elettrica, riscaldamento a gasolio o metano, televisione, etc., ma ben diversa era la situazione del mondo contadino di un secolo fa (e forse anche meno) quando l'acqua si attingeva ad un pozzo esterno (con qualunque tempo), i servizi igienici erano all'aperto, si andava a dormire all'ora delle galline, poiché l'unica fonte di luce notturna era costituita da fioche candele e così via. Senza contare poi la dipendenza della fonte di sostentamento del contadino dai capricci del tempo (quello meteorologico), che minacciava ora grandine, ora siccità, ora esondazione di fiumi. L'autore cita in proposito quanto gli avrebbe dichiarato un conoscente, figlio di agricoltori, che appena raggiunta l'età adulta si era trasferito in città, dove aveva trovato un impiego e non rimpiangeva affatto la vita grama che gli era toccata nei primissimi decenni di vita (pagg. 67 e 68). Per quanto riguarda poi i problemi dell'inurbanamento, l'autore cita dati ISTAT del 2000, secondo i quali la durata della vita media a Milano, seconda città italiana per popolazione, la cui aria è certamente più inquinata della media nazionale, risultava sorprendentemente di qualche mese più lunga di quella media nazionale (pag. 98).

## L'agricoltura di una volta
Altro bersaglio della critica che l'autore porta alle pubbliche convinzioni ambientaliste è quella che l'agricoltura moderna sarebbe una iattura e si dovrebbe tornare ai sistemi del buon tempo antico. L'autore cita l'affermazione di una delle più accese sostenitrici del movimento contro il cosiddetto "totalitarismo ambientale" e contro le multinazionali dell'agrobiotech, Vandana Shiva, che propugna la: «…riduzione della forza meccanica, soprattutto il ricorso ai trattori durante la preparazione dei terreni per uso agricolo, al fine di proteggere la composizione organica, la porosità e la salute del suolo» (pag. 53), opponendole i risultati dell'agricoltura tecnologica che hanno caratterizzato la cosiddetta rivoluzione verde ed il cui principale fautore, l'agronomo americano Norman Borlaug, fu insignito nel 1970 del Premio Nobel per la pace proprio per il forte contributo dato alla guerra contro la fame nel mondo, per non contare dei numerosi riconoscimenti ottenuti da paesi ad alta densità di popolazione quali India, Pakistan e Messico, per il medesimo motivo (pagg. 54 e 55).

## Altri temi
L'autore si dedica poi a numerosi altri temi per i quali egli riscontra una forte presenza di luoghi comuni:
- La medicina naturale.
L'autore stigmatizza il ricorso, secondo lui acritico e fideistico, nei rimedi definiti "naturali" quali la fitoterapia, l'omeopatia, la medicina ayurvedica, ecc. facendo presente che dietro queste pratiche, in particolare l'omeopatia, si cela un business piuttosto ricco e cita una grossa multinazionale francese, specializzata nel principio di diluizione, che nel 2013 avrebbe realizzato un fatturato di 618 milioni di Euro (pag. 47), mentre l'attuale giro di affari connesso alla medicina alternativa ammonterebbe a 33,9 miliardi di dollari «…con tanto di lobby e marketing», egli conclude. (pag. 49).
- I prodotti alimentari venduti a Km 0
L'autore contesta la propaganda sull'opportunità (per non dire necessità) di acquistare (o quanto meno privilegiare) solo cibi e bevande locali. Egli si chiede se vini come il Barolo, conosciuti ormai in tutto il mondo, dovrebbero essere bevuti solo dai langaroli mentre i calabresi dovrebbero mangiarsi loro soli le famose cipolle di Tropea e gli abitanti di Colonnata dovrebbero consumare a casa propria il loro famoso lardo. (pag. 43) Naturalmente, con questa filosofia, il celebrato cibo Made in Italy andrebbe, secondo l'autore, a farsi benedire. L'autore elenca poi un numero notevole di cibi (pomodori, mais, patate e altri), che non sarebbero oggi disponibili se in passato fosse stata vigente la prassi di cibarsi solo di prodotti agricoli autoctoni. (pag. 43)
- I cibi transgenici (OGM)
L'autore stigmatizza quella che egli ritiene l'ipocrisia delle organizzazioni agricole italiane più in vista, che si oppongono alle coltivazioni di prodotti agricoli transgenici, mentre nei loro magazzini fanno bella mostra di sé mangimi come la soia, importata in Italia poiché la produzione nazionale è ampiamente insufficiente alla richiesta, che è certamente di tipo transgenico (pag. 59) e facendo notare che, mentre non si riscontrano a tutt'oggi danni provocati da culture transgeniche (la superficie coltivata per tali prodotti agricoli sarebbe passata nel mondo in 18 anni da 1,7 milioni di ettari a 170 milioni di ettari; pag. 60) mentre nel 2011 una partita di germogli biologici, contaminata da Escherichia coli, ha provocato cinquanta morti: il secondo posto nella classifica europea delle intossicazioni dopo quella della mucca pazza (pag. 59).
- Il vegetarianismo praticato per motivi di salvaguardia dell'ambiente
L'autore evidenzia che prodotti per vegetariani, come formaggi, latte, uova, sono comunque di origine animale ed elenca una serie di cibi, misurati secondo il loro apporto alla produzione di CO2, rivelando risultati sorprendenti, tra i quali quello che un piatto di pollo contribuirebbe all'emissione di anidride carbonica pari alla metà di un piatto di formaggio (pag. 45)

Il testo poi tratta di numerosi altri temi ambientalistici quali le energie alternative, l'incremento demografico mondiale, il progresso tecnologico e l'avversione contro il medesimo, ecc.

## Conclusione
Nella Conclusione, un capitolo di tre paginette, l'autore cita un articolo comparso sulla rivista Micromega nel 1991, dal titolo Gli otto peccati capitali della cultura verde, e scritto da lui insieme a Mauro Ceruti. In questo articolo gli autori scrivevano: «Idee-forza - quelle ambientaliste - che hanno avuto un indubbio valore critico, segnalando limiti e incongruenze di altre idee talmente forti da essere divenute luoghi comuni, stanno subendo lo stesso destino, cioè trasformandosi in nuovi luoghi comuni». Con Ceruti, Testa criticava l'idea di una «centralità ambientale» [virgolettato nel testo] che secondo gli autori era «...inevitabilmente riduttiva di tutti gli altri aspetti dell'organizzazione sociale», facendo notare che, a loro avviso, il pensiero ambientalista stava cadendo nel medesimo errore di un certo dogmatismo del pensiero scientifico «...trasformandosi in una cultura altrettanto dogmatica e intollerante». Gli autori ponevano in rilievo come la continua enfatizzazione della «penuria» [virgolettato nel testo] ambientale «...fosse una specie di ideologia regressiva, contenente peraltro un pericoloso rischio totalitario, poiché sottraeva all'umanità la possibilità di progredire, di evolversi mettendo anche in questo campo al centro del ragionamento l'inflessibilità dei meccanismi di redistribuzione/restituzione delle risorse naturali, anziché una loro evoluzione, basata sulla ricerca, l'innovazione, lo sviluppo tecnologico». Conclude quindi esortando a «...rovesciare alcuni termini...» dell'ambientalismo, a rendersi conto che «...i limiti, quando esistono, possono essere superati; che situazioni di penuria non sono mai assolute, ma possono essere risolte dall'innovazione tecnologica. Che non esistono equilibri ecologici che prescindano da equilibri sociali e dalla soddisfazione dei bisogni umani». Chiude infine con la frase: «Teniamoci caro l'unico pianeta che, almeno per il momento, abbiamo. Ma teniamoci cari anche gli uomini che lo popolano». 

## Fonte
- Chicco Testa, Patrizia Feletig, Contro (la) natura, 2ª edizione, Venezia, Marsilio, 2015, ISBN 978-88-317-1956-8.